# Aciphylla simplex
Aciphylla simplex là một loài thực vật có hoa trong họ Hoa tán. Loài này được Petrie mô tả khoa học đầu tiên năm 1889.